# Gehyra peninsularis
Gehyra peninsularis (буррупська скельна дтелла) — вид геконоподібних ящірок родини геконових (Gekkonidae). Ендемік Австралії. Описаний у 2018 році.

## Поширення і екологія
Буррупські скельні дтелли мешкають на півострові Муруджуга в регіоні Пілбара у Західній Австралії, а також на сусідніх острівцях. Вони живуть валунів і скель.